# 옐레나 얀코비치
옐레나 얀코비치(Jelena Janković, 세르비아어: Јелена Јанковић, IPA: [ˈjɛlɛna 'jaːnkɔviʨ], 1985년 2월 28일 ~ )는 세르비아의 프로 테니스 선수이다. 2008년 8월 생애 처음으로 세계 랭킹 1위에 올라 같은 해 연말 랭킹 1위를 기록하였는데, 그랜드 슬램 대회에서 우승하지 못한 선수가 연말 랭킹 1위를 기록한 것은 얀코비치가 최초였다. 2009년에는 2월 2일부터 17주 연속으로 세계 랭킹 1위를 지켰으며, 이후 세레나 윌리엄스에게 1위 자리를 내주었다.
높은 랭킹 기록에 비해 아직 그랜드 슬램 단식 우승 경력이 없는 그녀는, US 오픈에서 준우승하고 호주 오픈 및 프랑스 오픈에서 4강에 진출했던 것이 그녀의 그랜드 슬램 최고 성적이다. 그밖에 2007년 윔블던 혼합 복식에서는 제이미 머레이와 한 조를 이루어 우승하였다.

## 같이 보기
- 윔블던 혼합 복식 우승자 목록
- 《옐레나의 세계》